# Ситник нитевидный
Си́тник нитеви́дный (лат. Júncus filifórmis) — травянистое растение, вид рода Ситник (Juncus) семейства Ситниковые (Juncaceae).
Небольшое растение, обычное во влажных местообитаниях в бореальных регионах Евразии и Северной Америки.

## Ботаническое описание
Многолетнее травянистое растение 7—35(60) см высотой, с ползучим корневищем с близко расположенными узлами. Стебли прямостоячие, около 1 мм в диаметре.
Листья в основании стебля чешуевидные (катафиллы), в числе двух, жёлтые до красно-коричневых, 1,5—5 см длиной.
Соцветия состоят из 3—6(10—12) цветков, ложнобоковые, густые, реже рыхлые, 1—2 см длиной. Кроющий лист соцветия как бы продолжает стебель, равный ему по длине до значительно превосходящего его. Цветки с двумя широкояйцевидными прицветничками. Доли околоцветника ланцетовидные, 2,5—4,2 мм длиной, светло-коричневые или зелёные, внутренние немного короче внешних. Тычинки в числе 6, нити 0,5—0,9 мм длиной.
Плод — почти шаровидная коробочка коричневого цвета, 2,5—3 мм длиной и 1,8—2,5 мм в поперечнике, трёхгнёздная. Семена 0,5—0,6 мм длиной.

## Распространение
Широко распространённое в бореальной зоне Северного полушария растение. Встречается от Пиренейского полуострова до Китая и Японии в Евразии, от Аляски до Гренландии в Северной Америке.

## Значение и применение
Весной молодые побеги охотно поедаются северным оленем (Rangifer tarandus).

## Таксономия
Диагноз вида был опубликован Карлом Линнеем в книге Species plantarum: Juncus culmo nudo filiformi nutante, panicula laterali — «ситник с голым нитевидным поникающим стеблем, с боковой метёлкой»

### Синонимы
- Juncus transsilvanicus Schur, 1851
- Juncus trichodes Steud., 1855